# Rieneke van Nunen
Rieneke van Nunen (Amsterdam, 1958) is een Nederlands actrice.

## Levensverhaal
Ze werd geboren in Amsterdam, maar het gezin verhuisde al snel naar Hillegom. Van Nunen werd geboren als het derde kind van acteur Rien van Nunen (1912-1975) en zijn toenmalige vrouw Hella Faassen (1925-2016); uit dit huwelijk werd ook haar zus Anke van Nunen geboren. In navolging van haar vader heeft Van Nunen passie voor het acteren. Op vijfjarige leeftijd maakte ze haar debuut op de televisie met een gastrol in de dramaserie Swiebertje, waarin vader Rien een rol heeft. Eind jaren zestig zou een gastrol volgen in de De eerste man. Na de middelbare school besloot ze de opleiding Kleinkunst te gaan volgen aan de Hogeschool voor de Kunsten in Amsterdam. In 1991 behaalde ze haar diploma. Naast haar opleiding was ze eind jaren tachtig en begin jaren negentig regelmatig te zien in cabaretvoorstellingen, waaronder Jordaancabaret en Een jongen was het.... 
In het seizoen 1991/1992 speelde Van Nunen aan de zijde van komiek André van Duin in zijn André van Duin Revue. In 1992 speelde ze een gastrol in de politieserie Bureau Kruislaan. Een jaar later was ze te zien in het 't Zonnetje in Huis. Tussen 1994 en 1995 speelde ze de hoofdrol van Roos Steenmeier in de Sylvia Millecam Show. In datzelfde jaar speelde ze avond aan avond in de musical Evita.
In het voorjaar van 1997 werd Van Nunen benaderd voor een terugkerende rol in Kees & Co. Tussen 1997 en 2002 was de actrice te zien als Trudy Heistee. Een jaar later kreeg ze vanwege het vertrek van actrice Guusje van Tilborgh een terugkerende rol aangeboden in Oppassen. Tot het einde van de serie in 2003 was ze zeer regelmatig te zien als Maria Serbellone. In de eerste jaren van het nieuwe decennium hield de actrice zich vooral bezig met nasynchronisatie. Ze speelde nog wel een gastrol in Gooische Vrouwen (2007) en in We gaan nog niet naar huis (2010).

## Maatschappelijke carrière
Ze was als musicaldocent actief tussen 1993 en 2004 bij Pier K. Sinds 2003 tot op heden is ze verbonden aan de Theaterschool Rieneke van Nunen in Hoofddorp als docent musical en kleinkunst. Ook als kleinkunstdocent was ze actief tussen 2000 en 2011 bij de Stichting Buitenkunst. Sinds 2012 geeft ze les als docent aan de Paul van Vliet Academie en is ze Directeur/Producent van het Thriller Theater B.V en in dezelfde functie bij Lex Passchier Productions B.V..